# 釧路運輸支局
釧路運輸支局（くしろうんゆしきょく）は運輸支局のひとつ。北海道釧路市鳥取大通6丁目に所在する。
- ここで交付されるナンバープレートは「釧路」ナンバーになる。
- ただし野付郡別海町、標津郡中標津町、標津郡標津町、目梨郡羅臼町は「知床」ナンバーの、ご当地ナンバーになる。
- 1988年以前に交付されていたナンバープレートは「釧」ナンバーであった。

## 自動車登録管轄区域
釧路総合振興局管内、根室振興局管内である。
- 釧路市・根室市・釧路郡・厚岸郡・川上郡・阿寒郡・白糠郡・野付郡・標津郡・目梨郡